# Aristoteles und Dante entdecken die Geheimnisse des Universums
Aristoteles und Dante entdecken die Geheimnisse des Universums (englischer Originaltitel: Aristotle and Dante Discover the Secrets of the Universe) ist ein Jugendroman des amerikanischen Autors Benjamin Alire Sáenz, der erstmals am 21. Februar 2012 veröffentlicht wurde. Die deutsche Übersetzung von Brigitte Jakobeit erschien im Juli 2014 im Thienemann-Verlag.
Der Roman spielt 1987 in El Paso, Texas, und handelt von zwei mexikanisch-amerikanischen Teenagern, Aristoteles „Ari“ Mendoza und Dante Quintana, ihrer Freundschaft und ihren Kämpfen mit rassischer und ethnischer Identität, Sexualität und Familienbeziehungen. Seit seiner Veröffentlichung wurde der Roman von der Kritik hoch gelobt und mit zahlreichen Preisen ausgezeichnet.
Eine Fortsetzung mit dem Titel Aristoteles und Dante springen in den Strudel des Lebens (englischer Originaltitel: Aristotle and Dante Dive into the Waters of the World) erschien am 12. Oktober 2021 erstmals auf Englisch. Die deutsche Übersetzung von Brigitte Jakobeit erschien im Thienemann-Verlag im Februar 2023.
Die Verfilmung Aristoteles und Dante entdecken die Geheimnisse des Universums, geschrieben und inszeniert von Aitch Alberto, feierte am 9. September 2022 Premiere.

## Handlung
Im Sommer 1987 lernt der 15-jährige Aristoteles Mendoza am örtlichen Schwimmbad einen Jungen namens Dante Quintana kennen. Die beiden Jungen freunden sich an und werden schließlich unzertrennlich. Dante bringt Ari etwas über Literatur und Poesie bei, während Ari von Dantes Schwimmfähigkeiten und seiner Aufrichtigkeit fasziniert ist. Dante erzählt Ari, dass er und seine Familie für das nächste Schuljahr nach Chicago ziehen werden, weil sein Vater eine befristete Professur an der University of Chicago erhalten hat. Am selben Tag sehen die beiden Jungen einen Vogel, der verletzt auf der Straße liegt. Während Dante auf die Straße geht, um nach dem Vogel zu sehen, rast ein Auto um die Ecke. Ari springt auf die Straße und stößt Dante aus dem Weg und rettet ihm das Leben. Während Dante fast unversehrt davonkommt, wird Ari schwer verletzt. Nach dem Unfall kommen sich die Quintanas und die Mendozas näher. Die Mütter der beiden Jungen sprechen häufiger miteinander und tauschen sich über ihre Söhne aus.
Bevor Dante nach Chicago abreist, sagt er zu Ari, dass die beiden Dinge, die er am meisten auf der Welt liebt, Schwimmen und Ari sind. Ari sagt jedoch, er solle ihm diese Dinge nicht sagen, auch wenn sie wahr seien. Die beiden Jungen versprechen sich gegenseitig, dass sie immer noch Freunde sein werden, wenn Dante im Sommer zurückkehrt. Im Laufe des nächsten Jahres schickt Dante Ari mehrere Briefe, in denen er ihm von seinem Leben in Chicago und seinem Kampf mit seiner Sexualität berichtet. Ari lernt Autofahren, verliebt sich in ein Mädchen aus der Schule und sucht nach Antworten auf seine Fragen über seinen Bruder Bernardo, der aus Gründen, über die niemand in seiner Familie sprechen will, im Gefängnis sitzt.
Im nächsten Sommer überredet Dante Ari, ihn zu küssen – ein Experiment. Es wird immer deutlicher, dass Dante in Ari verliebt ist, der Dantes Gefühle für ihn nicht zu erwidern scheint. Aris Vater verkündet, dass seine Tante Ophelia einen tödlichen Schlaganfall erlitten hat. Bei der Beerdigung stellt Ari fest, dass niemand aus seiner Großfamilie anwesend ist. Er erfährt, dass sie es missbilligten, dass Tante Ophelia viele Jahre lang mit einer anderen Frau zusammenlebte. Nach der Beerdigung erklärt Aris Mutter, dass Aris Bruder Bernardo wegen Mordes an einer Prostituierten verhaftet wurde, die er im Alter von 15 Jahren engagiert hatte. Als Bernardo herausfand, dass die Prostituierte transsexuell war, tötete er sie mit seinen bloßen Fäusten.
Als Ari nach Hause kommt, erzählt ihm Herr Quintana, dass Dante im Krankenhaus liegt. Er wurde von mehreren jungen Männern überfallen, die gesehen hatten, wie er seinen Freund Daniel in einer Gasse küsste. Ari spürt Julian, einen der Jungen, die Dante angegriffen haben, in der Karosseriewerkstatt auf, in der er arbeitet, und fängt an, mit ihm zu kämpfen. Herr Quintana fragt, ob Ari weiß, warum Dante überfallen wurde. Ari erzählt ihm, dass Dante schwul ist und einen anderen Jungen geküsst hat. Herr Quintana gibt zu, dass er es vermutet hat, weil Dante Ari so ansieht, während Frau Quintana Ari sagt, dass sie glaubt, dass Dante in ihn verliebt ist und dass Daniel nur ein Ersatz für Ari ist.
Aris Mutter beruft schließlich ein Familientreffen ein, bei dem Ari schließlich akzeptiert, dass er genauso in Dante verliebt ist wie Dante in ihn. An diesem Abend gehen die beiden Familien gemeinsam zum Bowling. Nach dem Bowling gehen Dante und Ari in die Wüste, wo Ari Dante küsst und seine Liebe zu ihm voll akzeptiert. Nun ist Ari frei von seinen Ängsten und fragt sich: „Wie konnte ich mich jemals schämen, Dante Quintana zu lieben?“

## Themen
Im Buch spielen mehrere Themen eine wichtige Rolle. Dazu gehören mexikanisch-amerikanische Identität, Geschlecht und Sexualität, besondere männliche Geschlechterrollen und Homosexualität, Intellektualität und künstlerischer Ausdruck sowie Familienbeziehungen und Freundschaft.

## Rezeption
Das Buch war ein großer Erfolg bei den Kritikern und wurde durchweg als einer der besten zeitgenössischen Romane für junge Erwachsene eingestuft. Es erhielt zahlreiche positive Rezensionen von Kirkus Reviews, School Library Journal, The Horn Book Magazine und Voice of Youth Advocates (VOYA).
In einer Rezension von Publishers Weekly heißt es, es sei „eine zärtliche, ehrliche Erkundung von Identität und Sexualität und eine leidenschaftliche Erinnerung daran, dass Liebe – ob romantisch oder familiär - offen, frei und ohne Scham sein sollte.“
Das Buch wurde auch von den Lesern positiv aufgenommen; im Mai 2016, mehr als vier Jahre nach seiner Veröffentlichung, belegte es den ersten Platz auf einer Liste beliebter LGBT-Belletristik auf Goodreads.
In einem Interview mit NPR bemerkte Sáenz selbst, dass „ich noch nie ein Buch mit dieser Art von Resonanz hatte, niemals“, und stellt fest, dass „[Ari] solche Angst davor hat, [Dante] zu lieben. Und Dante hat diese Angst nicht.“
Das Buch wurde mit folgenden Auszeichnungen bedacht:
- Finalist beim Amelia Elizabeth Walden Award (2013)[9]
- Lambda Literary Award Gewinner für LGBT-Kinder/Junge.Erwachsene-Bücher (2013)[10]
- Stonewall Book Award für LGBT-Fiction (2013)[11]
- Pura Belpré Narrative Medal für Latino-Fiction (2013)[12]
- Michael L. Printz Award Auszeichnung für Belletristik für junge Erwachsene (2013)[13]
- American Library Association (ALA) Top Ten der besten Belletristik für junge Erwachsene (2013)[14]
- ALA Rainbow List (2013)[15]
- American Library Services for Children (ALSA) Notable Children’s Books (2013)[16]
- School Library Journal Beste Kinderbücher (2012)[5]
- Kirkus Reviews Beste Jugendbücher (2012)[5]
- Junior Library Guild Auswahl[5]

## Fortsetzung
Sáenz kündigte 2016 an, dass es eine Fortsetzung mit dem Titel There Will Be Other Summers geben würde. 2020 twitterte Sáenz, dass er die Fortsetzung fertiggestellt, aber den Titel geändert habe. Im Februar 2021 wurde bekannt gegeben, dass die Fortsetzung bei Simon and Schuster unter dem Titel Aristotle and Dante Dive into the Waters of the World erscheinen wird. Das Buch wurde am 12. Oktober 2021 veröffentlicht.

## Verfilmung
Die Pläne für die Verfilmung des Buches begannen 2016 und wurden 2018 mit der Filmemacherin Aitch Alberto, die das Drehbuch schrieb, in die Tat umgesetzt. Im Oktober 2021 wurde bekannt gegeben, dass die Verfilmung des Romans von Alberto in ihrem Regiedebüt inszeniert werden und Max Pelayo und Reese Gonzales in den Hauptrollen spielen würde, neben Eugenio Derbez, Eva Longoria, Veronica Falcón, Isabella Gomez, Luna Blaise und Kevin Alejandro. Die Dreharbeiten fanden von Oktober bis November 2021 statt, und der Film feierte seine Premiere am 9. September 2022 auf dem 47. Internationalen Filmfestival von Toronto.